# 吕特赫·扬·斯希梅尔彭宁克

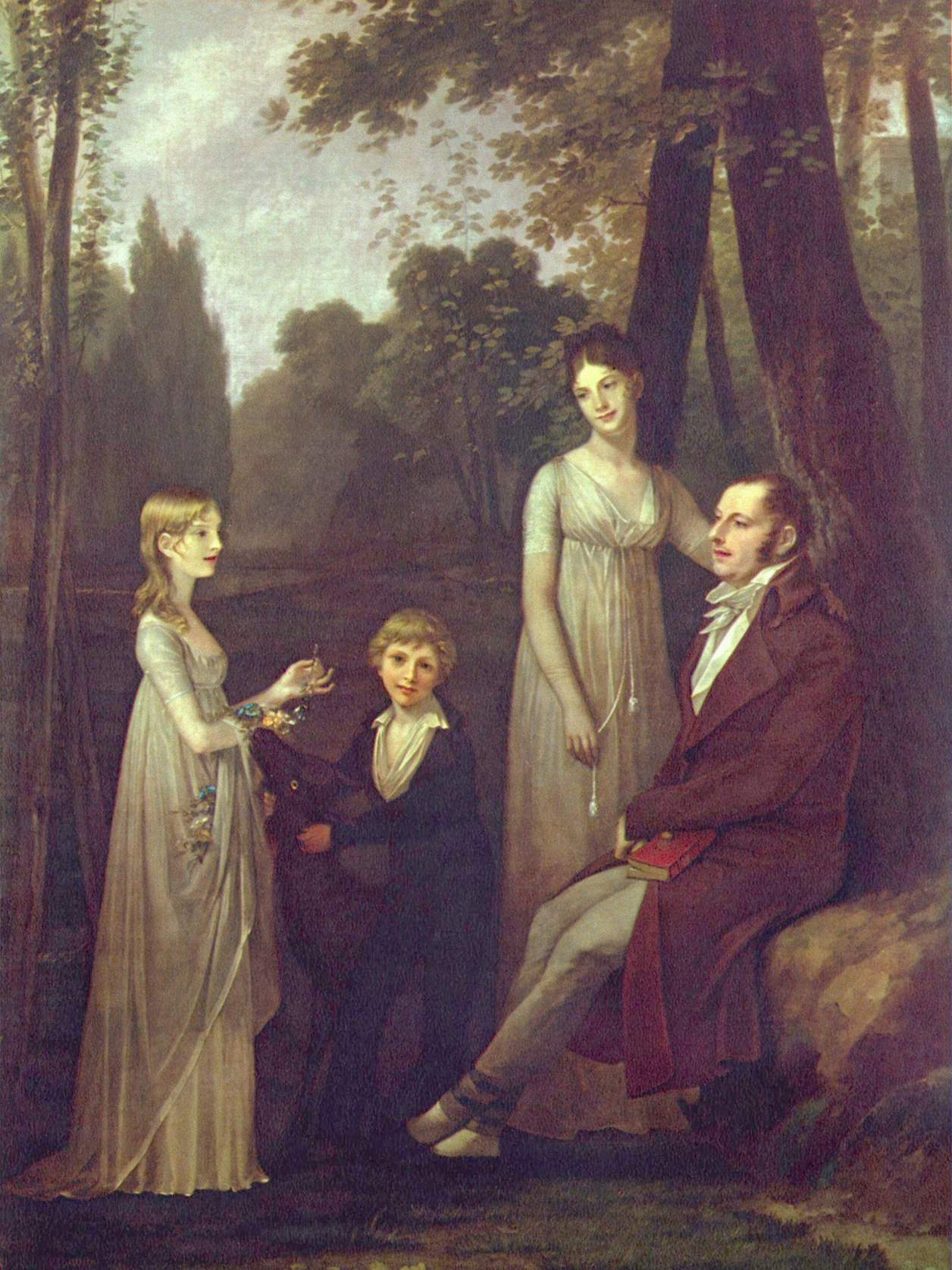
皮埃尔·保罗·普吕东(Pierre Paul Prud'hon): 斯希梅尔彭宁克一家

吕特赫·扬·斯希梅尔彭宁克（荷蘭語：Rutger Jan Schimmelpenninck，1761年10月31日—1825年2月15日）奈恩赫伊斯（Nijenhuis）、佩克丹（Peckedam）和海利克姆（Gellicum）领主，荷兰巴达维亚共和国政治家、爱国者党领袖和荷兰土地公司的投资者。1805年—1806年在拿破仑一世的政权下统治巴达维亚共和国，实行了彻底的财政和教育改革。

## 生平
斯希梅尔彭宁克出生于荷兰王国中部上艾瑟尔省的代芬特尔，1781年至1784年在莱顿大学修读法学，1784年在阿姆斯特丹当律师，1794年在爱国者党革命委员会中积极活动。1795年1月共和国执政奥兰治亲王威廉五世时，他已经是革命委员会主席。1796年任市政府主席，巴达维亚共和国第一届和第二届国民议会代表。1798年—1802年任驻法国大使。1805年，当拿破仑把巴达维亚共和国改为巴达维亚联邦时，任命他为政府首脑，他努力改革税收制度和教育制度。1806年拿破仑改联邦为荷兰王国，他便离开政府退隐。1811年拿破仑封他为法兰西帝国男爵，任命他为法国参议员。1813年回国，1815—1821年为荷兰议会第一院(荷兰参议院)议员。